# Wings of a Dove
"Wings of a Dove" (också känd som "Wings of a Dove (A Celebratory Song") var den sextonde singeln från det brittiska ska/popbandet Madness. Texten skrevs av sångaren Graham McPherson och musiken av trumpetaren och andresångaren Chas Smash.
De förstärkte soundet med hjälp av orkestern Creighton Steel Sounds, och sången med hjälp av gospelkören The First Born Inspirational Church Of The Living God, vilka även medverkade i musikvideon. Först ville de inte medverka i en popsång, men Chas Smash fick dem att ändra sig när han berättade att den handlade om fred. 
Den låg tio veckor på englandslistan och nådde som bäst en andra placering. UB40's Red Red Wine stoppade den från att bli Madness andra englandsetta. 
"Wings of a Dove" finns med på de flesta av Madness samlingsskivor, samt på soundtracket till "10 orsaker att hata dig".

## Låtlista
7" vinyl
1. "Wings of a Dove" (Graham McPherson, Carl Smyth) – 2:58
2. "Behind the Eight Ball" (Madness) – 2:58

12" vinyl
1. "Wings of a Dove" (McPherson, Smyth) – 2:58
2. "Behind the Eight Ball" (Madness) – 2:58
3. "One's Second Thoughtlessness" (Lee Thompson, Daniel Woodgate) – 3:24